# Vostok 1
Vostok 1 (en ruso: Восто́к-1, Oriente 1) fue el primer cohete espacial del Programa Vostok y la primera misión espacial tripulada del programa espacial soviético. El cosmonauta fue Yuri Gagarin, que se convirtió con este vuelo en el primer hombre en el espacio. La nave fue lanzada del Cosmódromo de Baikonur el 12 de abril de 1961. 
Esta misión, la primera del programa Vostok, estuvo precedida de dos vuelos no tripulados conocidos como Korabl-Sputnik-4 y Korabl-Sputnik-5, que usaron la nave Vostok para pruebas y tuvieron un patrón de vuelo compatible con una misión tripulada, aunque ambos vuelos sean considerados misiones Sputnik.
El vuelo de Gagarin consistió en una órbita a la Tierra a una altitud de 315 km. La carga de la nave incluía equipamiento de soporte vital, radio y televisión para monitorizar las condiciones del cosmonauta. 
En esta misión, Gagarin profirió su famosa frase «La Tierra es azul». Así los comentarios de los medios soviéticos que tienen la grabación original de las palabras de Yuri Gagarin durante la misión, comentó: «Aquí no veo a ningún Dios». Sin embargo, opositores de la Unión Soviética por el sesgo que provocó la impotencia de haber perdido la carrera del primer hombre en el espacio empezaron a manifestarse en especial la iglesia diciendo en el mundo occidental que no hay ninguna grabación que demuestre que Gagarin pronunció esas palabras. En cambio, se quiere hacer creer que fue Nikita Jrushchov quien en cierto contexto dijo: «Gagarin estuvo en el espacio, pero no vio a ningún Dios allí».  Lo que sí se sabe con certeza es que el cosmonauta dijo desde el Vostok 1 al orbitar la Tierra: «Pobladores del mundo, salvaguardemos esta belleza, no la destruyamos». 

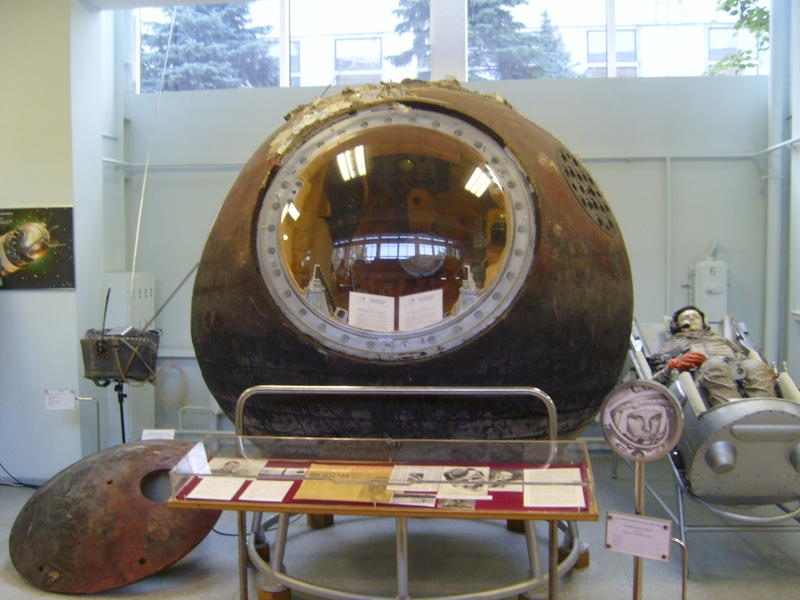
Cápsula habitable de Vostok 1, usada por Gagarin en su primer y único vuelo orbital. Ahora expuesta en el Museo de RKK Energía, a las afueras de Moscú.

## Contexto
La carrera espacial entre la Unión Soviética y los Estados Unidos, las dos superpotencias de la Guerra Fría, comenzó justo antes de que la Unión Soviética lanzara el primer satélite artificial del mundo, Sputnik 1, en 1957. Ambos países querían desarrollar rápidamente la tecnología de los vuelos espaciales, particularmente lanzando el primer vuelo espacial tripulado exitoso. La Unión Soviética llevó a cabo en secreto el programa Vostok en competencia con el Proyecto Mercurio de los Estados Unidos. Vostok lanzó varias misiones precursoras sin tripulación entre mayo de 1960 y marzo de 1961, para probar y desarrollar la familia de cohetes Vostok y la cápsula espacial. Estas misiones tuvieron diversos grados de éxito, pero las dos últimas (Korabl-Sputnik 4 y Korabl-Sputnik 5) fueron un éxito completo, lo que permitió el primer vuelo tripulado.

## Tripulación
Véase también Selección y formación del programa Vostok
La cápsula Vostok 1 fue diseñada para transportar un solo cosmonauta. Yuri Gagarin, de 27 años, fue elegido como piloto principal de Vostok 1, con Gherman Titov y Grigori Nelyubov como refuerzos. Estas asignaciones se realizaron formalmente el 8 de abril, cuatro días antes de la misión, pero Gagarin había sido el favorito entre los candidatos a cosmonauta durante al menos varios meses.: 262, 272 
La decisión final de quién volaría la misión se basó en gran medida en la opinión del jefe de entrenamiento de cosmonautas, Nikolai Kamanin. En una entrada de diario del 5 de abril, Kamanin escribió que todavía estaba indeciso entre Gagarin y Titov. "Lo único que me impide elegir a [Titov] es la necesidad de tener a la persona más fuerte para el vuelo de un día." Kamanin se refería a la segunda misión, Vostok 2, en comparación con la relativamente corta misión de órbita única de Vostok 1. Cuando Gagarin y Titov fueron informados de la decisión durante una reunión el 9 de abril, Gagarin estaba muy feliz y Titov estaba decepcionado. El 10 de abril se recreó este encuentro frente a las cámaras de televisión, por lo que habría imágenes oficiales del evento. Esto incluyó un discurso de aceptación de Gagarin. Como una indicación del nivel de secreto involucrado, uno de los otros candidatos a cosmonautas, Alexei Leonov, recordó más tarde que no supo quién fue elegido para la misión hasta después de que el vuelo espacial había comenzado.

## Transcurso de la misión

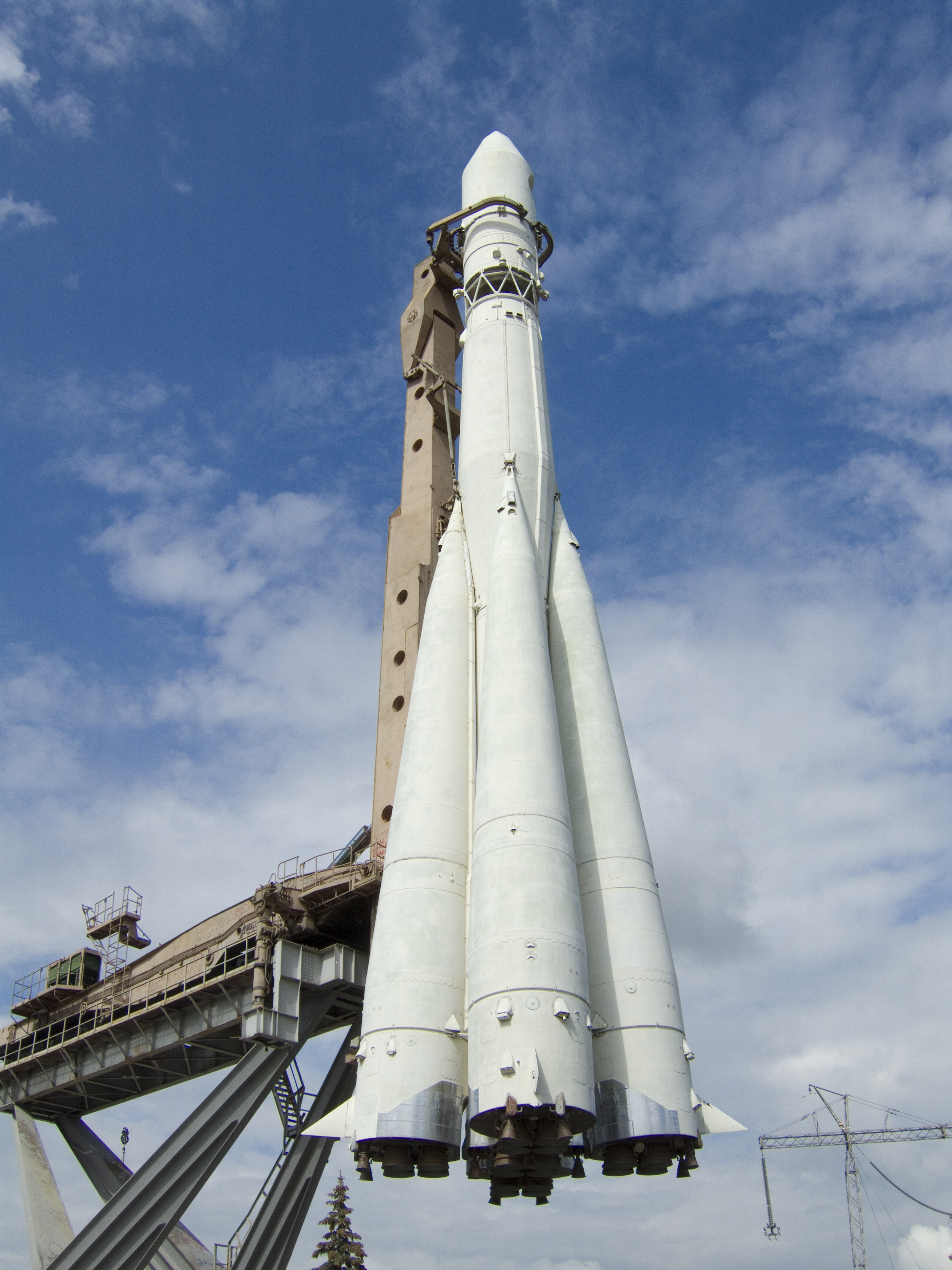
Cohete R-7 en VDNKh

El miércoles 12 de abril de 1961, a las 06:07 hora universal (UT), despegó la nave Vostok 3KA-3, más conocida como Vostok 1 desde el Cosmódromo de Baikonur. Su nombre clave durante el vuelo fue Kedr (en ruso кедр, cedro), es decir, pino siberiano, los operadores de tierra eran Zaryá (Заря, Aurora) y Vesná (Весна, primavera). 
Se sabe que el vuelo duró 108 minutos en total: 9 minutos para entrar en órbita y luego una órbita alrededor de la Tierra. El vuelo fue totalmente automático, ya que el panel de control estaba bloqueado, aunque Gagarin poseía un sobre cerrado con el código numérico para el caso de que hubiera necesidad de tomar el control manual de la nave. Mientras, todo lo que tenía que hacer el piloto era hablar por radio, probar un poco de comida —fue el primero en comer a bordo de una nave espacial— con el objetivo de saber si un ser humano podía sentir y comportarse de manera normal estando sin gravedad. Los científicos no conocían con certeza los efectos de la ingravidez, y la nave estuvo siempre bajo control terrestre. En caso de emergencia contaba con todos los instrumentos de vuelo necesarios para el aterrizaje manual. 
Los controladores de tierra no pudieron saber si Gagarin había alcanzado una órbita estable hasta 25 minutos después del lanzamiento, justo cuando se dirigía hacia el lado no iluminado de la Tierra y dejando atrás la Unión Soviética a través del océano Pacífico. Cruzó en la madrugada el estrecho de Magallanes y durante el amanecer el vasto océano Atlántico Sur. Después se activó el sistema automático de la nave para alinear la cápsula y disparar los cohetes de retroceso comenzando así el descenso, mientras cruzaba la costa occidental de Angola, a unos 8000 kilómetros de distancia del punto de aterrizaje. Durante este punto crítico de reentrada atmosférica, se presentó el problema más grave del vuelo: la nave debía de desprenderse de una parte si quería reentrar exitosamente adoptando una orientación apropiada, o terminaría convertida en una gran bola de fuego. Durante 10 incómodos minutos, y sin poder actuar, la cápsula giraba violentamente. Había fallado el sistema de suelta automático y la vida de Gagarin peligraba. Por suerte, con el inmenso calor generado durante la reentrada se debilitó el sistema de anclaje y se liberó la cápsula con Gagarin en su interior. Mientras su descenso continuaba, cruzaba los oscuros bosques y montañas del centro de África, luego el Sáhara, el río Nilo, Oriente Medio, mientras continúa su descenso hacia el sudoeste de la actual Federación Rusa. Preparado para iniciar la expulsión y ya cerca del mar Negro, Gagarin se deshizo de la cápsula a 7000 metros sobre la tierra. Sujeto a un asiento eyectable, por medio del cual saldría del módulo de la nave luego del descenso, a una altitud de aproximadamente 7 kilómetros, Gagarin terminó usando su paracaídas propio, como estaba planeado, aunque la URSS haya negado esto durante años por miedo a que el vuelo no fuera reconocido por las entidades internacionales, ya que el piloto no acompañó a su nave hasta el suelo.
Debido a los problemas descritos, Gagarin no aterrizó en la región prevista (a unos 110 kilómetros de Stalingrado, hoy Volgogrado), sino en la provincia de Sarátov. A las 10:20 de aquel día, Gagarin, tras salir despedido de la cápsula del Vostok, aterrizó en paracaídas cerca del pueblo de Smelovka, a unos 15 kilómetros de la ciudad de Engels. La campesina Anna Tajtárova de una granja colectiva cercana y su nieta Rita, de seis años de edad, fueron las primeras personas en encontrar a Gagarin. Llevaba un extraño traje naranja y un casco blanco con unas grandes iniciales en rojo, CCCP (las siglas en ruso de la Unión de Repúblicas Socialistas Soviéticas). «¿Vienes del espacio?», preguntó la anciana. «Ciertamente, sí», dijo el cosmonauta que, para calmar a la campesina, se apresuró a añadir: «Pero no se alarme, soy soviético».
Existía la preocupación de que el récord del vuelo espacial no fuera certificado por la Federación Aeronáutica Internacional (FAI), el organismo rector mundial de estandarización y mantenimiento de registros, que en ese momento requería que el piloto aterrizara con la nave. El piloto y las autoridades soviéticas inicialmente se negaron a admitir que no había aterrizado con su nave espacial para así obtener el reconocimiento, pero la mentira se destapó cuatro meses después, tras el vuelo de Titov en la Vostok 2. Según las antiguas definiciones de la FAI, la misión se habría considerado un vuelo espacial "incompleto". A pesar de todo, el récord fue certificado y reafirmado nuevamente por la FAI, que revisó sus reglas y reconoció que los pasos cruciales del lanzamiento, órbita y regreso seguros del piloto se habían logrado. Gagarin continúa siendo reconocido internacionalmente como el primer humano en el espacio y el primero en orbitar la Tierra.

## Reentrada y aterrizaje

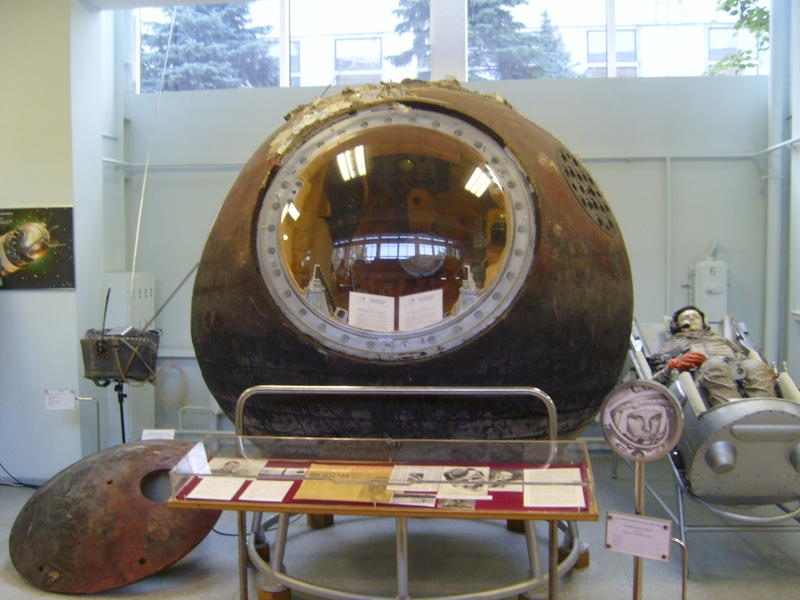
La cápsula Vostok 1 cuando estaba en exhibición en el museo RKK Energiya. La cápsula principal, que se ve en el centro de esta imagen, está ahora en exhibición en el Pabellón Espacial en el VDNKh.

A las 07:25 UTC, los sistemas automáticos de la nave espacial la pusieron en la actitud requerida (orientación) para la ignición del retrocohete, y poco después, el motor alimentado por líquido encendió durante aproximadamente 42 s sobre la costa oeste de África, cerca de Angola, sobre 8000 kilómetros (4300 millas náuticas) de rango superior del punto de aterrizaje. El perigeo y apogeo de la órbita había sido seleccionado para causar la reentrada atmosférica debido a la decadencia orbital dentro de 13 días (el límite de la función del sistema de soporte vital) en caso de mal funcionamiento del retrocohete. Sin embargo, la órbita real difería de la prevista y no habría permitido el descenso hasta 20 días.
Diez segundos después del retroignición, se enviaron comandos para separar el Módulo de Mando y Servicio de Apolo Vostok del módulo de reentrada (nombre en clave "pequeña bola" (en ruso: шарик, romanizado: sharik)), pero el módulo del equipo inesperadamente quedó unido al módulo de reentrada por un manojo de cables. Alrededor de las 07:35 UTC, las dos partes de la nave espacial comenzaron a reingresar y experimentaron fuertes giros cuando Vostok 1 se acercó a Egipto. En este punto, los cables se rompieron, los dos módulos se separaron y el módulo de descenso se instaló en la posición de reentrada adecuada. Gagarin telegrafió "Todo está bien" a pesar de los continuos giros; más tarde informó que no quería "hacer ruido" ya que había razonado (correctamente) que los giros no ponían en peligro la misión (y aparentemente fueron causados por la forma esférica del módulo de reentrada). Mientras Gagarin continuaba su descenso, permaneció consciente mientras experimentaba alrededor de 8 g durante el reingreso. (El propio informe de Gagarin dice "más de 10 g").
A las 07:55 UTC, cuando Vostok 1 aún estaba a 7 km desde el suelo, se abrió la escotilla de la nave espacial y, dos segundos después, se expulsó a Gagarin. A 2,5 km de altitud, el paracaídas principal se desplegó desde la nave espacial Vostok.
El paracaídas de Gagarin se abrió casi de inmediato y unos diez minutos después, a las 08:05 UTC, Gagarin aterrizó. Tanto él como la nave espacial aterrizaron en paracaídas 26 km al suroeste de Engels, en la región de Saratov en 51°16′14″N 45°59′50″E / 51.270682, 45.99727.
Una granjera y su nieta, Rita Nurskanova, observaron la extraña escena de una figura con un traje naranja brillante y un gran casco blanco que aterrizaba cerca de ellos en paracaídas. Gagarin recordó más tarde: "Cuando me vieron con mi traje espacial y el paracaídas arrastrándose mientras caminaba, comenzaron a retroceder con miedo. Les dije, no tengan miedo, soy un ciudadano soviético como ustedes, que había descendido del espacio y debo encontrar un teléfono para llamar a Moscú!"

## Día Internacional de los Vuelos Espaciales Tripulados
El 25 de marzo de 2011 la Asamblea General de las Naciones Unidas en la Resolución 65/271 "declara el 12 de abril Día Internacional de los Vuelos Espaciales Tripulados, en el que se conmemorará cada año a nivel internacional el principio de la era espacial para la humanidad, reafirmando que la ciencia y la tecnología espaciales contribuyen de manera importante a alcanzar los objetivos de desarrollo sostenible, a aumentar el bienestar de los Estados y los pueblos, y a asegurar que se vea cumplida su aspiración de reservar el espacio ultraterrestre para fines pacíficos".
Con la efeméride se quiere conmemorar cada año el principio de la era espacial y reafirmar que la ciencia y la tecnología cósmica contribuyen de manera crucial a conseguir los objetivos de desarrollo sostenible y aumentar el bienestar de los Estados y los pueblos. También se busca sensibilizar al mundo para asegurar que se cumpla la aspiración de reservar el espacio ultraterrestre a fines pacíficos, perseverar en los esfuerzos para que todos los Estados puedan gozar de los beneficios derivados de esas actividades, y mantener el espacio como patrimonio de toda la humanidad.